# Сосна голая
Сосна голая (лат. Pinus glabra) — вид вечнозеленых хвойных деревьев рода Сосна семейства Сосновые (Pinaceae). Естественный ареал находится на Юго-Востоке США. Вид не находится под угрозой исчезновения. Не имеет большого экономического значения и практически не культивируется.

## Ботаническое описание
Вечнозелёное дерево высотой от 30 до 35 метров. Ствол прямой, колонновидный, достигает диаметра на высоте 1,3 м до 100 сантиметров. Самый большой известный экземпляр был обнаружен в 2003 году: его высота составила 47,6 метра, диаметр кроны — 21,4 метра, диаметр ствола — 1,2 метра. Кора ствола толстая, серо-коричневая, становится серой под воздействием погодных условий. Долгое время остаётся гладкой и чешуйчатой, позже распадается на мелкие, неправильные, удлинённые пластины, разделённые неглубокими бороздами. Кора ветвей серая, гладкая и не отслаивается. Несколько основных ветвей располагаются горизонтально или прямо и образуют округлую или плоскую крону у старых деревьев. Хвоя тонкая, от красноватой до пурпурно-коричневой, безволосая и шершавая после потери хвои из-за стойких пульвини. Молодые побеги сначала голубоватые, а затем сереют.
Бутоны яйцевидные, длиной от 5 до 10 миллиметров, заострённые и слегка смолистые. Стебли, сформированные в виде почковидных чешуек, красновато-коричневые и узкокрайние. Хвоинки растут попарно в игольчатом чехле, который сначала имеет длину от 5 до 10 миллиметров, а затем укорачивается до 3-7 миллиметров. Они тёмно-зелёные, жёсткие, прямые, слегка закрученные вокруг продольной оси, длиной от 4 до 8 сантиметров и шириной от 0,7 до 1,2 миллиметра и остаются на дереве в течение двух-трёх лет. Край иглы мелко зазубрен, конец заострен. На всех сторонах игл имеются узкие стоматы. Формируются два или три смоляных канала.
Пыльцевые шишки растут спирально, располагаясь небольшими группами. Короткие цилиндрические, длиной от 1 до 1,5 сантиметров, первоначально светло-фиолетовые, а затем коричневые. Семенные шишки растут поодиночке или парами. Они имеют плодоножку длиной до 1 сантиметра, от 4 до 7, редко от 3 до 10 сантиметров в длину, яйцевидно-продолговатые в закрытом состоянии и яйцевидно-цилиндрические в открытом, зелёные вначале и красновато-коричневые при созревании. Созревают через два года, широко раскрываются, чтобы выпустить семена, и затем остаются на дереве в течение трёх-четырёх лет, после чего опадают вместе со стеблем. От 60 до 90 семенных чешуй широко клиновидные, тонко одревесневшие и более или менее гибкие у основания. Апофиза слегка приподнята, поперечно килеватая, неправильного ромбического очертания или с закругленным верхним краем. Умбо вдавленный или тупой, не вооружён или вооружён слабым, наклонным небольшим шипом. Семена обратнояйцевидные до почти дельтовидных, 5-6 миллиметров в длину, пестро-коричневые. Семенное крыло длиной 12-15 миллиметров.
Число хромосом 2n=24.

## Распространение и экология
Естественный ареал вида находится на юго-востоке США в Алабаме, северной Флориде, Джорджии, восточной Луизиане, Миссисипи и Южной Каролине.
Вид произрастает в тёплом умеренном климате на высоте до 150 метров над уровнем моря. Лето в естественном ареале длинное, жаркое и влажное, зима мягкая. Ареал классифицируется как 8-я зона зимостойкости со среднегодовыми минимальными температурами −12,2° и −6,7° С. Деревья встречаются рассеянно в долинах рек, на берегах рек, на холмах и в болотистых местах на кислой почве. Молодые деревья обычно растут в тени лиственных деревьев, таких как представители магнолии (Magnolia), лириодендрона тюльпанового (Liriodendron tulipifera), Liquidambar styraciflua, Nyssa, гикори (Carya), бука (Fagus) и дуба (Quercus), которые они, однако, со временем превосходят по высоте. Такая тенеустойчивость довольно необычна для сосен и уменьшается с высотой роста, поэтому отверстия в пологе часто необходимы для того, чтобы этот вид сумел перерости другие деревья. В отличие от других сосен, Pinus glabra восприимчива к пожарам. Помимо лиственных деревьев, встречается вместе с Pinus elliottii, Pinus taeda и Taxodium distichum.
В Красной книге МСОП Pinus glabra классифицируется как вид, не находящийся под угрозой исчезновения.

## Систематика и история исследований
Впервые вид был научно описан в 1788 году Томасом Уолтером во «Flora Caroliniana». Видовой эпитет glabra означает «голый» и относится к безволосым молодым побегам. У вида нет синонимов.
Pinus glabra по своей форме напоминает сосну веймутова (Pinus strobus), а побегами и хвоей — сосну короткохвойную (Pinus echinata), но хвоя темнее, а шишковидные чешуйки менее колючие. Может образовывать гибриды с Pinus echinata, но естественные гибриды не известны.

## Использование
Древесина Pinus glabra низкого качества, хрупкая и не очень прочная. Вид встречается редко, что препятствует его интенсивному использованию. В местных условиях, если вид растёт вместе с другими соснами, он может иметь определённое экономическое значение как источник древесины. В некоторых районах используется как рождественское дерево, но требует частой обрезки для достижения желаемой формы и густоты ветвей. Редко используется в садоводстве за пределами ботанических садов и дендрариев.